# Rivulus parnaibensis
Rivulus parnaibensis är en fiskart som beskrevs av Costa 2003. Rivulus parnaibensis ingår i släktet Rivulus och familjen Rivulidae. Inga underarter finns listade i Catalogue of Life.